# Tåssåsens sameby

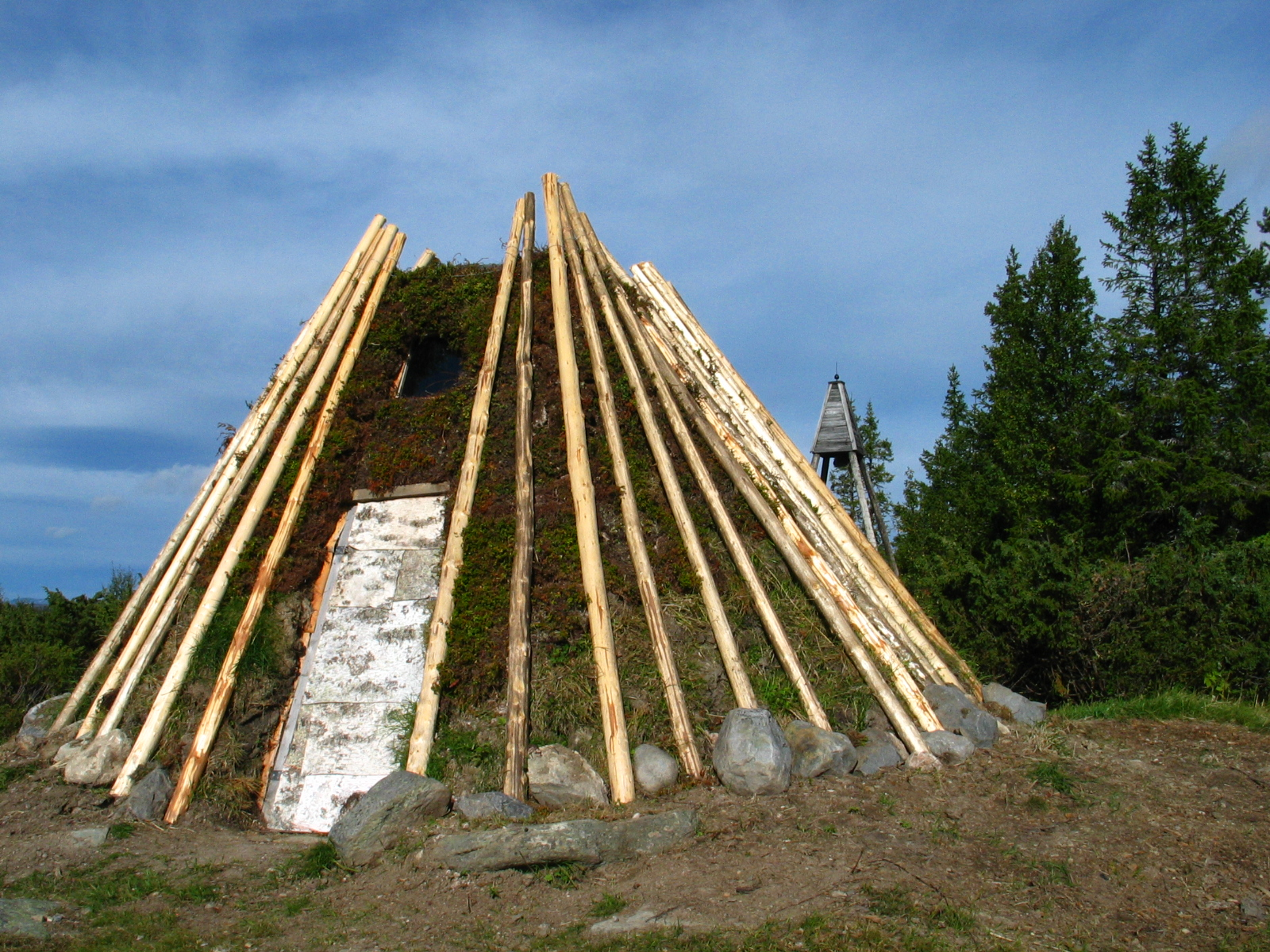
Kåta i västra Arådalen

Tåssåsens sameby är en sydsamisk sameby i västra Jämtland, belägen inom distrikten Oviken i Bergs kommun, Undersåker i Åre kommun och Hallen i Åre kommun.
Tåssåsens sameby är en av Sveriges 51 samebyar. Samebyns nordvästra och norra delar ligger i Undersåker och Hallen, och här finns visten i Hosjöbottnarna samt i Vallbo. Den södra och sydöstra delen av samebyn ligger i Oviken. Här ligger huvudvistet i Glen och Bartjans sommarviste. I Tåssåsens samebys område ligger bland annat Oviksfjällen, Anarisfjällen, Lunndörrsfjällen samt Trondfjällen.
Den nuvarande bågstångstorvkåtan på Samevistet på Skansen uppfördes 2005 under ledning av John Paul Persson från Tåssåsens sameby.

## Historia
Befolkningen inom Tåssåsens sameby finns främst i Tåssåsen samt i Glen och områdena däromkring. År 1889 trädde 1886 års renbeteslag i kraft. Lagen innebar att det administrativa begreppet sameby (lappby) infördes i svensk lag, vilket i huvudsak innebar att nyttjanderätten till mark i fjällområdet blev gemensam.